# Husarapa
Husarapa (Erythrocebus patas) är den enda arten av släktet Erythrocebus. Släktet tillhör familjen markattartade apor i ordningen primater. Husarapan lever till stor del på marken och kan springa så fort som 55 km/h, vilket gör den till en av de snabbaste primaterna. De undviker täta skogar och lever i öppna habitat som savann eller halvöken. Trivialnamnet husarapa refererar till utseendet och syftar förmodligen främst på apans röda rygg som kan liknas vid husarernas röda jackor men apans mustasch och bestämda ansiktsuttryck kan också ha spelat in.

## Utbredning
Denna art förekommer i västra och centrala Afrika. Utbredningsområdet sträcker sig från Senegal till Etiopien och Tanzania.

## Utseende
Husarapan är på ovansidan rödaktig och på undersidan, samt vid kinderna vitaktig eller grå. Hannarna har långt manliknande hår i ansiktet. De är slanka djur med långa extremiteter och korta fingrar. Hannar är med en kroppslängd (huvud och bål) på 60-88 centimeter och en vikt mellan 7 och 13 kilogram betydligt större än honorna som blir bara 4-7 kilogram tunga och ungefär 49 centimeter långa. Svansen är oftast 10 cm kortare än övriga kroppen.

## Ekologi

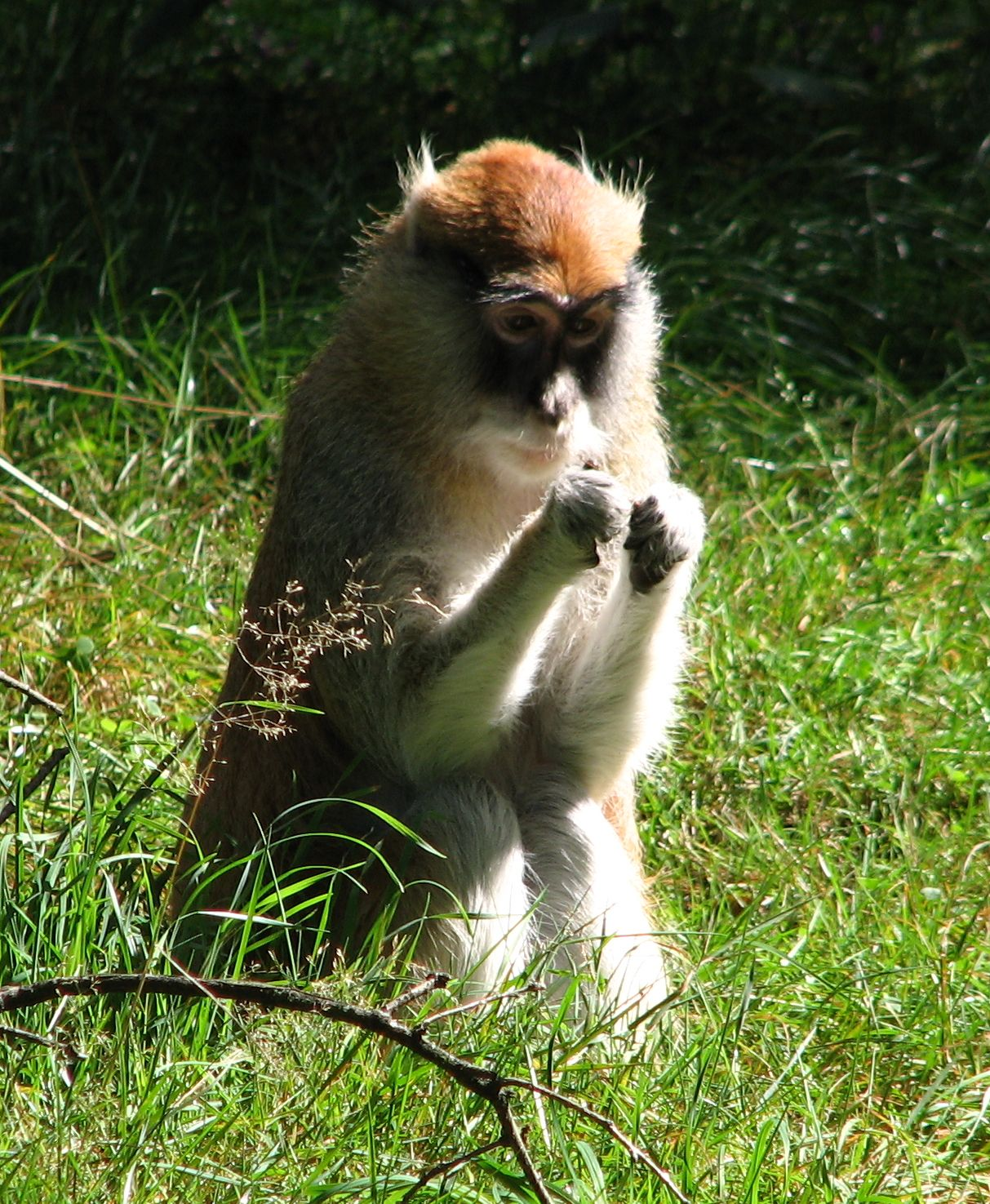
Hane.

Husarapan är den art i släktgruppen Cercopithecini som är bäst anpassad till ett liv på marken. Den lever på öppna gräsmarker, halvöknar och glest trädbeklädd savann samt i öppna torra skogar. Husarapan undviker regioner med täta skogar. Om husarapan uppfattar främmande djurarter eller människor hotfull så flyr den oftast och förlitar sig på sin hastighet. I vissa fall söker den skydd i ett träd. Den kan springa upp till 55 km/h, vilket troligen gör husarapan till den snabbaste arten i ordningen primater. Djuret är aktivt under dagen men tar en paus under de hetaste timmarna. Natten tillbringar den i ett träd.
Husarapor lever i grupper som består av en ledarhona och ytterligare ett antal honor med sina ungar. Även bland gruppens andra honor finns en hierarki. En vuxen hanne vistas vanligen nära flocken men den får bara tillträde när honorna är parningsberedda. Ibland observeras ensamma hannar eller små grupper av hannar som består av djur som tvingats lämna en grupp med en dominant hanne. Hannen vaktar sin grupp för att skydda den från fiender och söker efter nya platsar med bra föda. Den ger också varningssignal när en främmande flock kommer för nära reviret men själva försvaret av territoriet utförs av honorna. Husarapan är inte lika högljudd som andra primater när den kommunicerar, antagligen för att minska uppmärksamheten hos möjliga predatorer. Oftast uppfattas dess läten av människan först när man är närmre än 100 meter. Kommunikation mellan flockens medlemmar sker också med olika ansiktsuttryck. Individerna kan till exempel visa tänderna, liksom en människa som ler, för att minska aggressioner i gruppen. De skallrar ibland genom att gnida tänderna mot varandra för att uttrycka rädsla eller hot.
Flockarna kan bestå av fem till 75 medlemmar men utgörs vanligen av cirka 15 individer.

### Föda
Husarapor är huvudsaklig växtätare som livnär sig av gräs, frukt, frö, rötter och svampar samt av naturgummi. Under torra perioder uppsöker de vattenansamlingar för att dricka. Ibland äter de även insekter samt andra ryggradslösa djur eller fågelägg.

### Fortplantning

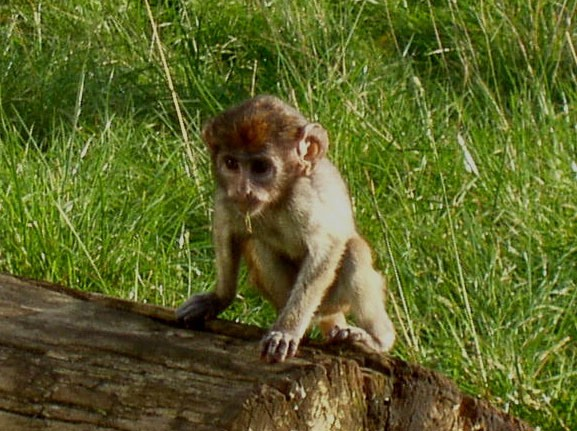
Ungdjur.

Vanligtvis parar sig bara den dominanta hannen med honorna i gruppen, men ibland utökas gruppen under parningstiden med andra könsmogna hannar. Honan är dräktig ungefär 170 dagar och föder vanligtvis en unge under regntiden, då det är gott om mat. Förmodligen dias ungdjuret under flera månader, liksom ungar av andra markattartade apor, men studier speciellt för husarapan saknas.
Honorna blir könsmogna vid 2-3 års ålder och hannarna vid 4-5 år. Honor kan para sig varje år och hos vissa individer är avståndet mellan två födslar kortare än 12 månader. Denna höga fertilitet är ovanlig för markattartade apor och troligen en evolutionär anpassning till den höga dödligheten hos vuxna individer som beror på artens markbundna levnadssätt. Hannarna jagas bort från gruppen efter att de blivit könsmogna.
En husarapa kan bli upp till 20 år gammal, med människans vård till och med 24 år.

## Hot och status

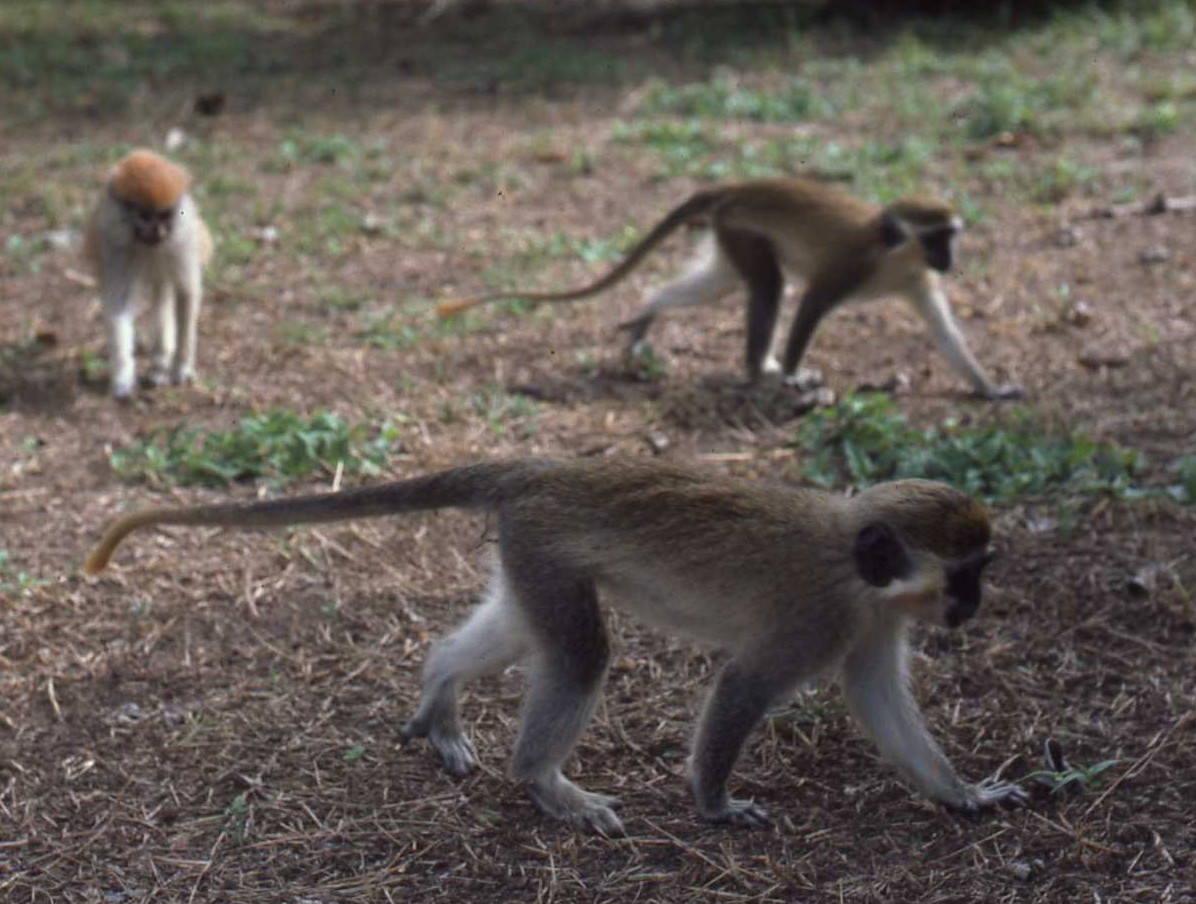
Husarapan lever i familjegrupper.

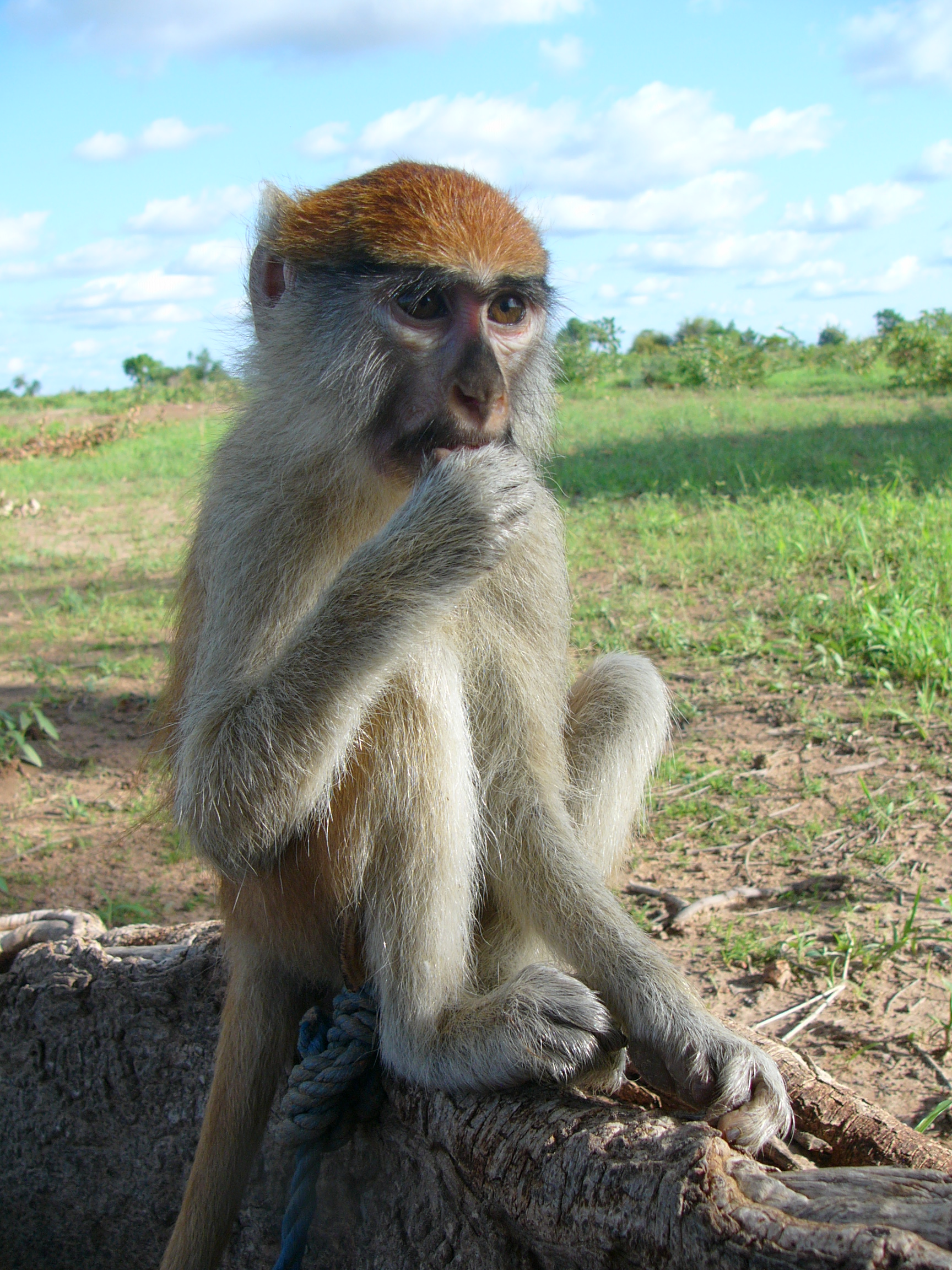
Hona

Husaraporna jagas för köttets skull och dödas när de befinner sig i jordbruksområden för att skydda skörden. Omvandlingen av apornas levnadsområde till åkerland och betesmark påverkar också arten negativt. Arten räknas som nära hotad (NT), då det finns stabila populationer i nationalparker.

## Systematik
Vissa auktoriteter skiljer på två underarter: den västliga Erythrocebus patas patas, som har svart nos, och den östliga Erythrocebus patas pyrrhonotus med vit nos. Denna indelning är omstridd. Standardverket Mammal Species of the World listar inga underarter då näsans olika färg beror på tillfälliga förändringar hos dräktiga honor. Andra avhandlingar skiljer mellan upp till fyra underarter.